# Air Bud vince ancora
Air Bud vince ancora (Air Bud: Spikes Back) è un film del 2003 diretto da Mike Southon.
È il quinto sequel del film Air Bud - Campione a quattro zampe del 1997.